# (241) Germania
(241) Germania és un asteroide que forma part del cinturó d'asteroides i va ser descobert el 12 de setembre de 1884 per Karl Theodor Robert Luther des de l'observatori de Düsseldorf-Bilk, Alemanya.
Està nomenat així per la forma en llatí d'Alemanya.

## Característiques orbitals
Germania orbita a una distància mitjana del Sol de 3,052 ua, podent apropar-se fins a 2,744 ua. La seva excentricitat és 0,1009 i la inclinació orbital 5,504°. Triga 1947 dies a completar una òrbita al voltant del Sol.